# Malabaila
Malabaila es un género de plantas herbáceas perteneciente a la familia de las apiáceas.Comprende 55 especies descritas y de estas, solo 1 aceptada y el resto son sinónimos y pendientes de aceptar.

## Taxonomía
El género fue descrito por Georg Franz Hoffmann y publicado en Genera Plantarum Umbelliferarum 125. 1814. La especie tipo es: Malabaila graveolens Hoffm.

## Especies seleccionadas
- Malabaila aurantiaca Albov
- Malabaila aurea Boiss.
- Malabaila biradiata Hausskn. ex Nyman
- Malabaila brachytaenia Boiss.
- Malabaila burnatiana Heldr.
- Malabaila carvifolia Boiss. & Balansa
- Malabaila chrysantha Albov